# TKİ Tavşanlı Linyitspor
TKİ (Türkiye Kömür İşletmeleri Kurumu) Tavşanlı Linyitspor ist ein türkischer Fußballverein aus Tavşanlı (Provinz Kütahya). Tavşanlı Linyitspor wurde 1943 für Mitarbeiter und Angehörige der zu TKİ (Türkiye Kömür İşletmeleri Kurumu) gehörenden GLİ (Garp Linyitleri İşletmesi) gegründet, einem staatlichen Kohle-Unternehmen.
Lange Zeit war Tavşanlı ein eher unbedeutender Provinzverein der TFF 3. Lig, dies änderte sich jedoch schlagartig, nachdem Trainer Mustafa Reşit Akçay die Mannschaft im Oktober des Jahres 2010 übernommen hatte. Akçay führte den Verein trotz begrenzter finanzieller Möglichkeiten überraschend zum ersten Aufstieg der Vereinsgeschichte in die TFF 1. Lig, nachdem die Relegation hatte gewonnen werden können. In ihrem ersten Jahr in der zweithöchsten türkischen Liga, der Saison 2010/11, setzten sie ihren Lauf fort und belegten kurzzeitig sogar den zweiten Platz in der Tabelle. Am Saisonende erreichte man schließlich den Einzug in die Relegation der TFF 1. Lig und verpasste hier in vorletzter Instanz den Aufstieg in die Süper Lig. Neben Fußball betreibt der Verein auch eine Öl-Ringkampf-Abteilung.

## Geschichte

### Anfänge
Tavşanlı Linyitspor wurde 1943 unter dem Namen GLİ Gençlik Kulübü für Mitarbeiter und Angehörige, die für TKİ (Türkiye Kömür İşletmeleri Kurumu), arbeiten, gegründet. Ab der Saison 1984/85 spielte der Verein elf Jahre lang in der 3. Lig. In der Saison 1995/96 musste man absteigen, erst in der Saison 2006/07 gelang die Rückkehr in die TFF 3. Lig und damit in den Profifußball. Dort gelang ihnen nach Abschluss der Saison 2008/09 der Aufstieg als dritter Platz in die TFF 2. Lig.

### Aufstieg & Die Zeit in der TFF 1. Lig
Im Oktober 2010 wurde der Verein von Mustafa Resit Akçay übernommen, Akçay erreichte mit Tavsanli den erstmaligen und überraschenden Aufstieg der Vereinsgeschichte in die zweithöchste türkische Spielklasse, der TFF 1. Lig. Nachdem man am Saisonende den sechsten Platz belegt hatte, qualifizierte man sich für die Relegation, welche man gewinnen konnte. In der Relegation traf die Mannschaft auf Adana Demirspor, die mit 5:3 nach Elfmeterschießen besiegt werden konnten, nachdem das Spiel nach 120 Minuten mit 0:0 geendet hatte. Anschließend besiegte man Trabzon Karadenizspor mit 1:0 und drang bis in das Finale vor, wo der Aufstieg nach einem 2:1-Sieg gegen Eyüpspor perfekt gemacht wurde. Schlagartig erlangte der bis dato unbeachtete Provinzverein aufgrund der Tatsache, dass die finanziellen Mittel beschränkt sind, landesweite Bekanntheit. Spielte man bis vor drei Jahren noch im Amateurfußball, so gelang ihnen praktisch über Nacht der Aufstieg in die zweithöchste Spielklasse des türkischen Fußballsystems.
Ihre erste Saison (2010/11) in der TFF 1. Lig begann zunächst enttäuschend. Ihren ersten Sieg konnten sie erst am 7. Spieltag durch ein 1:0-Auswärtssieg gegen Giresunspor einfahren, das Tor erzielte Mehmet Akyüz in der 46. Minute. Akyüz' Tor war Tavşanlıs erstes Tor überhaupt in der TFF 1. Lig. Vom 16. bis einschließlich zum 24. Spieltag verlor die Mannschaft kein Spiel, diese Serie wurde erst durch eine 0:3-Niederlage gegen Samsunspor am 12. März 2011 beendet. Nachdem man am Saisonende den sechsten Platz belegt hatte, erreichte man – wieder zur Überraschung aller – die Teilnahme an der Relegation zur Süper Lig. Dort traf das Team auf Gaziantep BBSK, die andere Überraschungsmannschaft der Saison. Im Heimspiel unterlag man 1:2, das Rückspiel gewann Tavşanlı dann zwar mit 1:0, schied aber aufgrund der Auswärtstorregel aus. Nach Saisonende verließ Akçay Tavşanlı Linyitspor, nachdem er sich mit der örtlichen Presse von Tavşanlı überworfen hatte (Akçay weigerte sich, die Saisonziele bekanntzugeben). Sein Nachfolger wurde Coşkun Demirbakan.
In der Saison 2011/12 konnte mit dem elften Platz und 43 gesammelten Punkten der Klassenerhalt erreicht werden. In der Saison 2012/13 musste man bis zum letzten Spieltag um den Klassenerhalt bangen, am letzten Spieltag kam es zu einem direkten Duell mit dem Mitabstiegskonkurrenten Göztepe Izmir im Izmir-Atatürk-Stadion. Vor dem Spiel befand sich Tavşanlı mit 35 Punkten auf dem 16. Tabellenplatz, was den Abstieg bedeuten würde, während Göztepe mit 37 Punkten den 15. Platz belegte, somit hätte Göztepe bereits ein Unentschieden zum Klassenerhalt gereicht, während Tavşanlı gewinnen musste, um die Klasse halten zu können. In einem dramatischen Abstiegsspiel erzielte Akeem Agbetu dann den 1:0-Siegtreffer in der 79. Minute nach einem ansehnlichen Kombinationsspiel und sicherte damit seinem Verein den Klassenerhalt. Schließlich musste man den Abstieg in der folgenden Saison, der Saison 2013/14, trotz einiger überzeugender Partien, darunter ein 2:4-Auswärtssieg gegen Manisaspor und ein 4:0-Sieg gegen den späteren Aufsteiger Mersin İdman Yurdu, hinnehmen. Als der Abstieg nach einer 1:2-Heimniederlage gegen Gazaintap BBSK am 37. Spieltag feststand, kam es nach dem Spiel zu Ausschreitungen. Nach Abpfiff rissen Fans Stühle raus und warfen sie Richtung Spielfeld, außerhalb des Stadions kam es zu Tumulten mit der Polizei. Während der Saison kam es auch zu Problemen zwischen dem Verein und den Spielern wegen ausstehender Gehaltszahlungen, weswegen die Spieler mehrmals protestierten, unter anderem zogen sie nach einem Spiel gegen Mersin Idman Yurdu demonstrativ ihre Trikots aus und warfen sie dem Vorstand vor die Füße, bei einem Spiel gegen Orduspor stand die Anfangsformation nach Spielanpfiff 15 Sekunden lang still und Arm in Arm an der Mittellinie, die Spieler von Orduspor verhielten sich jedoch sportlich fair und warteten, bis die Spieler von Tavşanlı wieder anfingen zu spielen.

### Freier Fall
In der Drittligasaison 2014/15 stand Tavşanlı Linyitspor in der Gruppe Weiß bereits am 33. Spieltag, fünf Spieltage vor Saisonende, als erster Absteiger fest und beendete die Saison als Tabellenletzter. In die TFF 3. Lig abgestiegen, kämpfte der Verein auch hier um den Klassenerhalt. Die Saison beendete der Verein auf dem 17. Tabellenplatz und verabschiedete sich vom Profifußball.

## Fans
Tavşanlı Linyitspor hat zwei Fangruppen, die sich Neşter und Group Murat Gazi nennen. Für gewöhnlich steht die Neşter-Gruppe in der Haupttribüne, während die Group Murat Gazi sich hinter dem Tor positioniert. Die Anzahl der sich zu Tavşanlı Linyitspor bekennenden Fans nahm insbesondere nach dem ersten Aufstieg in die TFF 1. Lig zu, die Zuschauerzahlen sind jedoch, bis auf die zwei Ultra-Gruppierungen, eher gering, zumal man in einem ohnehin nicht besonders großen Stadion spielt. Freundschaften zu Fans anderer Vereine pflegen die Tavşanlı-Fans bisher nicht, einen Erzrivalen gibt es ebenfalls (noch) nicht.

## Bekannte Spieler
- Abdi Aktaş
- Mehmet Akyüz
- Akeem Agbetu
- Kingsley Umunegbu

## Trainer (Auswahl)
- Fahrettin Adanır[6]
- Hasan Sarı[6]
- Ahmet Erdinç (April 1995 – März 1996)
- Mustafa Reşit Akçay (Oktober 2009 – Mai 2011)
- Coşkun Demirbakan (August 2011 – Dezember 2011)
- Levent Devrim (März 2012 – Oktober 2012)
- Ahmet Erdinç 1 (Oktober 2012)
- Hasan Sarı (Oktober 2012 – November 2012)
- Arif Peçenek (November 2012 – Januar 2013)
- Ali Nail Durmuş (Januar 2014 – September 2014)
- Ahmet Erdinç 1 (September 2014 – Januar 2015)
- Turgut Uçar (Oktober 2014 – Oktober Januar 2015)
- Ali Nail Durmuş (Januar 2015 – Mai 2015)
- Ali Haldun Girginer

## Präsidenten (Auswahl)
- Ahmet Sapmaz